# Wilhelm Loewenthal

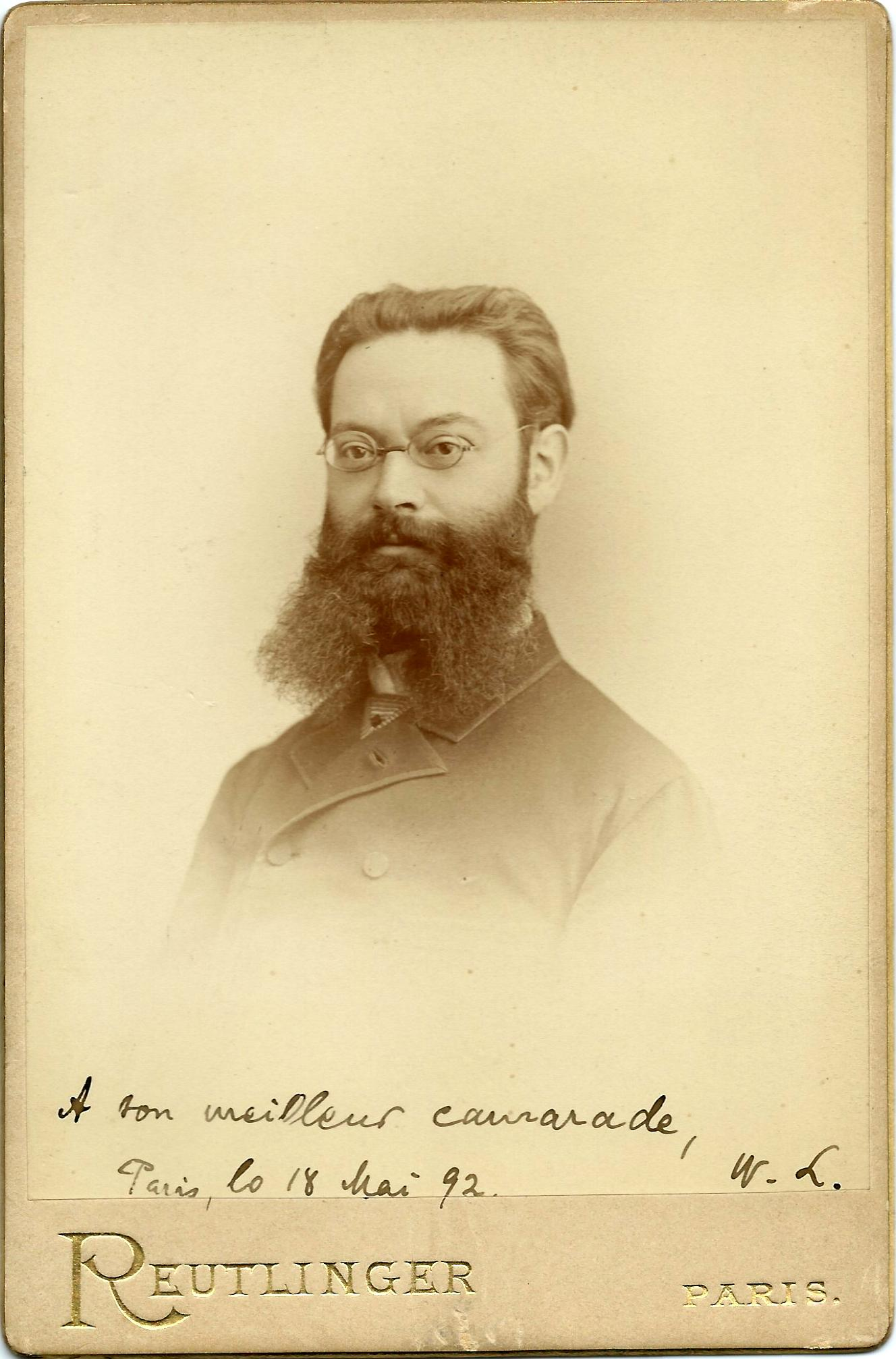
Wolff Wilhelm Loewenthal

Wolff Wilhelm Loewenthal (* 1850 in Rybnik, Landkreis Rybnik, Provinz Schlesien; gestorben 1894 in Berlin) war ein Mediziner, Hygieniker und Forscher, der in Frankreich eingebürgert wurde.

## Leben und Werk
Der Augenarzt und Universitätsprofessor Loewenthal lebte mit seiner Frau Clara (1852–1929), die aus der Hamburger Kaufmannsfamilie Löwenthal stammte, in Genf, Lausanne, Paris, Belgrano (Argentinien), Brüssel und Berlin, wo er an den jeweiligen Universitäten lehrte. Geboren in Rybnik in Schlesien, heute Polen, ging Loewenthal nach seinem Abschluss an der Universität Berlin in den Kaukasus, um seine medizinischen Forschungen fortzusetzen.
Am 17. Juni 1878 hatte er unter großer öffentlicher Beachtung ein Treffen mit Victor Hugo und wählte daraufhin Frankreich als seine Heimat. Nach diesem Treffen, bei dem er Georges Maillard kennenlernte, trafen sie sich viele Jahre später wieder, als Maillard die erste Ausgabe der Association Littéraire et Artistique Internationale (ALAI) neu übersetzte. Die ALAI wurde 1878 in Paris gegründet. Victor Hugo war Ehrenpräsident und Gründer des Vereins.
Im Jahr 1879 vertrat er unter der Leitung von Jules Ferry, dem Minister für öffentliche Bildung Frankreichs, sowohl Frankreich als auch weitere Nationen beim International Literary Congress in London und erhielt die Auszeichnung Offizier der Akademie.
In Berlin kaufte er 1881 gemeinsam mit seinem Bruder Salo den Adressbuch-Verlag und benannte ihn um in „Sozietät der Berliner Bürger-Zeitung W. & S. Loewenthal“ (vorm. D. Collin). 1895, ein Jahr nach seinem Tod, wurde der Verlag verkauft.
Loewenthal nahm aktiv an der Konferenz teil, die 1883 in Bern eröffnet wurde, und stimmte für einen Entwurf Übereinkommen zur Gründung einer Allgemeinen Union zum Schutz der Rechte von Autoren an literarischen und handschriftlichen Werken. Das Ziel wurde mit der Berner Übereinkunft am 9. September 1886 erreicht.
1886 erwarb er an der Universität Heidelberg 16 Zertifikate in Medizin, die einem französischen Baccalaureat oder in etwa einem englischen Bachelor of Science entsprechen. Im Jahr 1887 folgt die Promotion mit Dissertation über den aktuellen Hygieneunterricht an medizinischen Fakultäten in Europa.
Er beteiligte sich bei Robert Koch an der Choleraforschung und setzte seine Arbeit bei Victor André Cornil in Paris fort.
1890 organisierte er in Argentinien eine Kolonie für die von Baron Maurice de Hirsch geleitete Jewish Colonization Association (JCA). Hirsch hatte bereits mit Salomon Goldschmidt, dem Präsidenten der Alliance Israélite Universelle, korrespondiert. Ihr Ziel war es, Loewenthal als Rabbiner in der Kolonie unter dem Oberrabbiner Zadoc Kahn (Paris) einzusetzen. Man wollte die Emigration von Juden aus Russland und anderen osteuropäischen Staaten unterstützen, indem man sie in Landwirtschaftskolonien ansiedelte, deren Land zuvor von der JCA gekauft worden war, vor allem in Nord- und Südamerika. In Argentinien wurden 21 Agrarkolonien gegründet. Meinungsverschiedenheiten zwischen Loewenthal und Baron Hirsch führten im November 1891 zur Trennung. Aus den Bankunterlagen ist gut ersichtlich, dass Löwenthal 1891 in Berlin war, dann aber nach Brüssel ging. Eine Kolonie namens Moisés Ville wurde gegründet, die erste Kolonie der JCA.
Loewenthal war Mitarbeiter der Zeitschrift Für Schulgesundheitspflege. Für den Winter 1894 war eine Reihe zusammenhängender Vorträge über „Erziehungskunde vom Standpunkte der Entwicklungswissenschaft“ und über „Hygiene des Kindesalters“ an der Berliner Humboldtakademie geplant. Er hatte diese Vortragsreihe dem Berliner Lehrerverein am 22. September 1893 in einer Kurzfassung mit dem Titel „Wesen und Ziele der evolutionistischen Pädagogik“ angekündigt. Durch seinen frühen Tod in seinem 45. Lebensjahr kam es nicht mehr dazu.
Nachdem er Brüssel verlassen hatte, verstarb er 44-jährig in Berlin. Seine Tochter Susanne war damals 8 Jahre alt. Sie überlebte als einzige der fünf Töchter die Shoa und bildete für alle Nachfahren eine Ressource.

## Kinder
- Käthe Loewenthal (1878–1942), Malerin
- Gertraud
- Agnes Schaefer[6]
- Hedwig, geb. 1883 in Neuilly sur Seine
- Susanne Ritscher, Malerin, geb. 1886 in Neuilly sur Seine, verstorben 1975

## Publikationen (Auswahl)
- Ueber die Transfusion des Blutes. Carl Winter, Heidelberg 1871 (Hochschulschrift).
- Die Lageveränderungen des Uterus – auf Grund eigener Untersuchungen beurtheilt und dargestellt. Carl Winter, Heidelberg 1872 (digitale-sammlungen.de).
- Eine neue Deutung des Menstruationsprocesses. In: Archiv für Gynaekologie. Leipzig 1884.
- De l’enseignement de l’hygiène dans les Facultés, Conférence d’inauguration. Benda, Lausanne 1885.
- L’enseignement actuel de l’hygiene dans les facultés de médecine en Europe. H. Le Soudier, Paris 1887 (archive.org).
- Grundzüge einer Hygiene des Unterrichts. J. F. Bergmann, Wiesbaden 1887 (babel.hathitrust.org).
- Die Aufgaben der Medizin in der Schule. J. F. Richter, Hamburg 1888 (archive.org).